# Friedrich Rieger (Sänger)
Friedrich Rieger (* 4. Dezember 1811 in Steinsdorf, Landkreis Neisse, Provinz Schlesien; † 27. Februar 1885 in Breslau) war ein deutscher Sänger.

## Leben
Als Sohn eines Bauern geboren, studierte Rieger nach dem Abitur am Gymnasium in Neisse ab 1834 Katholische Theologie in Breslau. Während seines Studiums wurde er 1834 Mitglied der Burschenschaft Raczeks Breslau. Nachdem er bereits in seiner Kindheit musikalisch gefördert worden war, machte er während seines Studiums als Mitglied des Akademischen Musikvereins seine ersten Bühnenerfahrungen und erhielt Musikunterricht von Johann Theodor Mosewius. Gefördert wurde er auch von seinem Bundesbruder Eugen Seidelmann, der ihm zu einem Engagement als Chorist am Stadttheater Breslau verhalf. 1838 hatte er dort seine erste Hauptrolle als Papageno in Mozarts Zauberflöte und wurde 1841 zweiter, 1845 erster Bariton. Ab 1847 war er auch als Regisseur tätig. 1853 hatte er ein Gastspiel an der Königlichen Oper Berlin und war von 1857 bis 1858 an der Wiener Hofoper, bevor er ans Breslauer Stadttheater zurückkehrte und von 1866 bis 1867 dessen Direktor war. In seiner Karriere hatte er über 5000 Auftritte in 535 Opern. 1879 ging er in den Ruhestand.